# Bröckerholz
Bröckerholz este o arie protejată (arie specială de conservare — SAC, sit de importanță comunitară — SCI) din Germania întinsă pe o suprafață de 36,45 ha, integral pe uscat.

## Localizare
Centrul sitului Bröckerholz este situat la coordonatele 51°49′12″N 7°56′59″E / 51.82°N 7.9497°E.

## Înființare
Situl Bröckerholz a fost declarat sit de importanță comunitară în martie 2001.

## Biodiversitate
Situată în ecoregiunea atlantică, aria protejată conține 1 habitat natural: Păduri de stejar sau de stejar și carpen sub-atlantice și medio-europene de Carpinion betuli.
La baza desemnării sitului se află un număr nedeclarat de specii protejate.
Pe lângă speciile protejate, pe teritoriul sitului au mai fost identificate 3 specii de mamifere.